# Boyer (Familienname)
Boyer ist ein Familienname.

## Namensträger

### A
- Abel Boyer (1667–1729), englischer Romanist, Anglist, Historiker, Journalist und Lexikograf  französischer Herkunft
- Alexis Boyer (Mediziner) (1757–1833), französischer Chirurg
- Alexis Boyer (Sänger) (1876/1877–1954), französischer Opernsänger (Bariton)
- Andre Boyer (* 1942 oder 1943), kanadischer Pokerspieler
- Angelique Boyer (* 1988), französisch-mexikanische Schauspielerin
- Anne Boyer (* 1973), US-amerikanische Autorin, Lyrikerin und Essayistin
- Antide Boyer (1850–1918), französischer Politiker
- August Boyer (1908–2002), Schweizer Architekt

### B
- Benjamin Markley Boyer (1823–1887), US-amerikanischer Politiker
- Bernard Boyer (1934–2018), französischer Rennwagenkonstrukteur und Autorennfahrer
- Bree Schaaf Boyer (* 1980), US-amerikanische Skeletonpilotin, siehe Bree Schaaf

### C
- Carl Benjamin Boyer (1906–1976), US-amerikanischer Historiker und Mathematiker
- Charles Boyer (Theologe) (1884–1980), französischer Jesuit und Theologe
- Charles Boyer (1899–1978), französischer Schauspieler
- Christian Boyer, französischer Mathematiker und Software-Ingenieur, Entdecker magischer Würfel
- Christine Boyer (1773–1800), französische Ehefrau von Lucien Bonaparte
- Christoph Boyer (* 1953), deutscher Historiker
- Claude Boyer (1618–1698), französischer Bühnenautor und Mitglied der Académie française
- Claudette Boyer (* 1938), kanadischer Politiker
- Clete Boyer (1937–2007), US-amerikanischer Baseballspieler

### D
- Daidy Davis-Boyer (1917–2012), französische Musikproduzentin
- Dieter Boyer (* 1969), österreichischer Theaterregisseur

### E
- Éric Boyer (* 1963), französischer Radrennfahrer
- Erica Boyer (1956–2009), US-amerikanische Pornodarstellerin
- Ernest L. Boyer (1928–1995), US-amerikanischer Pädagoge
- Étienne Boyer de Fonscolombe (1772–1853), französischer Insektenkundler

### F
- Fabien Boyer (* 1991), französisch-madagassischer Fußballspieler
- François Boyer (1920–2003), französischer Autor

### G
- Georges Boyer (1896–1960), französischer Rechtshistoriker
- Gérard Boyer (* 1951), französischer Ruderer
- Gerhard Boyer (1887–1963), deutscher Politiker, Oberbürgermeister von Münster
- Gilles Boyer (* 1971), französischer Politiker
- Gregory Boyer (* 1958), US-amerikanischer Wasserballspieler
- Günther Boyer (1927–2012), deutscher Politiker (CDU)

### H
- Herbert W. Boyer (* 1936), US-amerikanischer Biochemiker

### J
- Jacqueline Boyer (* 1941), französische Sängerin
- Jean Boyer (Komponist) (um 1590–um 1643), französischer Komponist
- Jean Boyer (Regisseur) (1901–1965), französischer Regisseur
- Jean Boyer (Fußballspieler) (1901–1981), französischer Fußballspieler
- Jean Boyer (Organist) (1948–2004), französischer Organist
- Jean-Baptiste Boyer-Fonfrède (1766–1793), französischer Politiker
- Jean-François Boyer (1675–1755), französischer Bischof und Kommendatarabt
- Jean-Pierre Boyer (Politiker) (1776–1850), haitianischer Politiker, Präsident 1818 bis 1843
- Jean-Pierre Boyer (Kardinal) (1827–1896), französischer Theologe und Geistlicher
- Jean-Pierre Boyer-Bazelais (1833–1883), haitianischer Politiker
- Jo Boyer (1922–2000), französischer Jazzmusiker
- John W. Boyer (* 1946), amerikanischer Historiker
- Jonathan Boyer (* 1955), US-amerikanischer Radrennfahrer
- Julien Boyer (* 1998), französischer Fußballspieler

### K
- Katy Boyer (* vor 1985), US-amerikanische Schauspielerin
- Ken Boyer (1931–1982), US-amerikanischer Baseballspieler
- Kevin Boyer (* 1993), kanadischer Skeletonpilot

### L
- Lewis L. Boyer (1886–1944), US-amerikanischer Politiker
- Louis Boyer (Händler) (1795–1870), kanadischer Händler
- Louis Boyer (Komponist) (1880–1934), französischer Komponist
- Louis Boyer (Astronom) (1901–1999), französischer Astronom
- Lucien Boyer (Chansonnier) (1876–1942), französischer Chansonnier und Komponist
- Lucien Boyer (Kabarettist) (1928/1929–1977), kanadischer Kabarettist
- Lucienne Boyer (1903–1983), französische Sängerin

### M
- Marian Boyer († 2013), niederländische Schriftstellerin
- Marie-France Boyer (* 1938), französische Schauspielerin, Sängerin und Autorin
- Markus Boyer (* 1947), Schweizer Architekt
- Miguel Boyer (1939–2014), spanischer Politiker (PSOE)
- Myriam Boyer (* 1948), französische Schauspielerin

### N
- Nikki Boyer (* 1975), US-amerikanische Schauspielerin und Singer-Songwriter

### O
- Otto Boyer (1874–1912), deutscher Maler

### P
- Pascal Boyer (* vor 1988), französischer Anthropologe
- Patrick Boyer (* 1945), kanadischer Politiker
- Paul Delos Boyer (1918–2018), US-amerikanischer Biochemiker
- Paul Samuel Boyer (1935–2012), US-amerikanischer Kultur- und Geisteswissenschaftler
- Paul Boyer (E-Sportler) (* 1994), französischer E-Sportler
- Peter Boyer (* 1970), US-amerikanischer Komponist, Musikpädagoge und Dirigent
- Phil Boyer (* 1949), englischer Fußballspieler
- Philoxène Boyer (1829–1867), französischer Schriftsteller
- Philippe Boyer (* 1959), französischer Radrennfahrer

### R
- Régis Boyer (1932–2017), französischer Historiker und Skandinavist
- Rick Boyer (Richard Lewis Boyer; * 1943), US-amerikanischer Schriftsteller
- Robert S. Boyer (* vor 1971), US-amerikanischer Informatiker

### T
- Timothy Boyer (* 1941), US-amerikanischer Physiker
- Tristan Boyer (* 2001), US-amerikanischer Tennisspieler

### V
- Valérie Boyer (* 1962), französische Politikerin

### Y
- Yves Boyer (* 1965), französischer Rodler
- Yvonne Boyer (* 1953), kanadische Rechtsanwältin und Hochschullehrerin